# Bonifacius Cornelis de Jonge
Bonifacius Cornelis de Jonge (22 janvier 1875, La Haye ; 24 juin 1958, Zeist) est un homme politique néerlandais qui fut gouverneur général des Indes néerlandaises.

## Biographie
Bonifacius Cornelis de Jonge a commencé sa carrière en tant que fonctionnaire. Il devint ministre de la guerre durant un an au cabinet libéral de Cort van der Linden (du 15 juin 1917 au 9 septembre 1918) puis travail au Bataafsche Petroleum Maatschappij après la première guerre mondiale. En 1931, il est nommé gouverneur général des Indes néerlandaises.